# くらやん
くらやんは、日本の放送作家。鳥取県出身、大阪府在住。ウォークオン所属。

## 概略
野性爆弾の座付き作家として、イベントや番組を担当。2007年4月より競輪・競艇の開催情報CM「レースガイド」に蘭いおり、野性爆弾・川島と構成作家・おにぎりのテクノフォークユニット「想ひ出よ、今日は。」と共に出演。CMでは「想ひ出よ、今日は。」の楽曲にのせて、奇怪なダンス「くらダンス」を踊っている（関西版のみ）。リニューアルされたレースガイドでは、志賀勝らと共演。同CMはバッファロー吾郎主催の第3回BGO上方笑演芸大賞で広告賞にノミネートされた。

## 人物
野性爆弾の座付き作家をはじめ、次長課長、COWCOW、アジアンなどの作家としてイベント構成に携わる。
りあるキッズ安田とは犬猿の仲（『やりすぎコージー』で紹介された）。
関西の年末の人気番組『オールザッツ漫才2008』では、くらやんと安田の打ち合わせ風景がコントで披露された。
イギリスのロックバンド・オアシスのファン。

## 出演

### テレビ
- 野爆うめだFandango!（ヨシモトファンダンゴTV）
- 野爆テレビ（ヨシモトファンダンゴTV）

### CM
- レースガイド（2007年4月 - 2008年4月〔蘭いおりと共演〕、2009年4月 -〔志賀勝・蒼井さや・柳あみ・鵜飼りえと共演〕）
- NAVITIMEナビタイム

### 映画
- YOSHIMOTO DIRECTOR'S 100・俺たちコンバインボーイズ（川島邦裕監督作品）

### DVD
- 野爆テレビDVD in DVD

## 構成現在
- 探偵!ナイトスクープ（ABCテレビ）
- 千鳥の相席食堂(ABCテレビ)
- ごぶごぶ(毎日放送)
- かまいたちの机上の空論城（関西テレビ）
- 土曜はナニする！？（関西テレビ）
- 旬感LIVE とれたてっ!（関西テレビ）
- ドっとコネクト! （関西テレビ）
- よしもと新喜劇NEXT～小籔千豊には怒られたくない～（毎日放送)
- ケンドーコバヤシのキャベリバ内閣（東京MX）
- ニュースランナー（関西テレビ）

過去
- さらば森田の裏ニッポン極秘会議（ABCテレビ）
- 音楽爆弾（テレビ大阪）
- 関西愛認定バラエティ　ちゃうんちゃう？（NHK大阪）
- ネジが外れたARE （フジテレビ）
- マツコ×モモコのすっっっごい大阪（毎日放送）２０２２年ギャラクシー賞 奨励賞
- 知らないのは主役だけ（関西テレビ）２０２０年ギャラクシー賞 奨励賞
- チャリンジャーZ（テレビ大阪）
- 大阪人の新常識 OsakaLover（テレビ大阪）
- 魔法のワンスプーンバラエティ　ちょい足し（CBCテレビ）
- さや香の違和館ヤバない？（テレビ大阪）
- 亜生とナダルがゆる〜く釣り旅やっちゃってる（BSよしもと）
- 吉本超合金A（テレビ大阪）
- 大阪フジワラリゾート（テレビ大阪）
- 名門！モウカリマッカー学園（テレビ大阪）
- サタデープラス(毎日放送)
- 戦え!スポーツ内閣(毎日放送)
- ミント！(毎日放送)
- コヤブ歴史堂〜にゃんたの（秘）ファイル〜（ABCテレビ）
- エージェントWEST(ABCテレビ)
- まちけん参上!(NHK)
- まいど！修繕屋です（NHK‐BS)
- モテモテかんぱにーR25（関西テレビ）
- どっキング48（関西テレビ）
- 恋すぽ（広島ホームテレビ）
- NMBとまなぶくん（関西テレビ）
- 俳優コント部(関西テレビ)※企画・構成
- ゆりやんと年末ぼっちさん（関西テレビ）
- 黒田節～隣の席は凄い奴～(関西テレビ)
- カンテレアナウンサー物語（関西テレビ）
- 稲P塾(よみうりテレビ)
- 稲Pの芸人大成敗(よみうりテレビ)
- ゆり山紅葉の京都びしょ濡れバスツアー(よみうりテレビ)